# Грасіоса
Грасіоса (ісп. La Graciosa) — острів в Атлантичному океані, належить до архіпелагу Канарських островів. Підпорядковується муніципалітету Тегісе.
Розміщений у 2 км північніше від Лансароте та на 10 км південніше Алегранси. Є вулканічним островом, цілком складається з вулканічних порід і пісків. Населення острову складає 681 осіб.(2013). Готелів на Грасіоса немає, але є кілька пансіонів. Крім селища-порту Калета дель Себо на ньому є ще тільки один населений пункт — рибальське село Педро Барба. На острові є школа, ліцей, поштове відділення, супермаркети, медичний центр та аптека.
Вулиці та дороги на Грасіосі не мають твердого покриття. Автомобілі на острові суворо заборонені, винятками є тільки декілька ліцензованих автомобілів спеціального призначення. До Грасіоси можна дістатися переправою від Лансароте.

## Географічні особливості

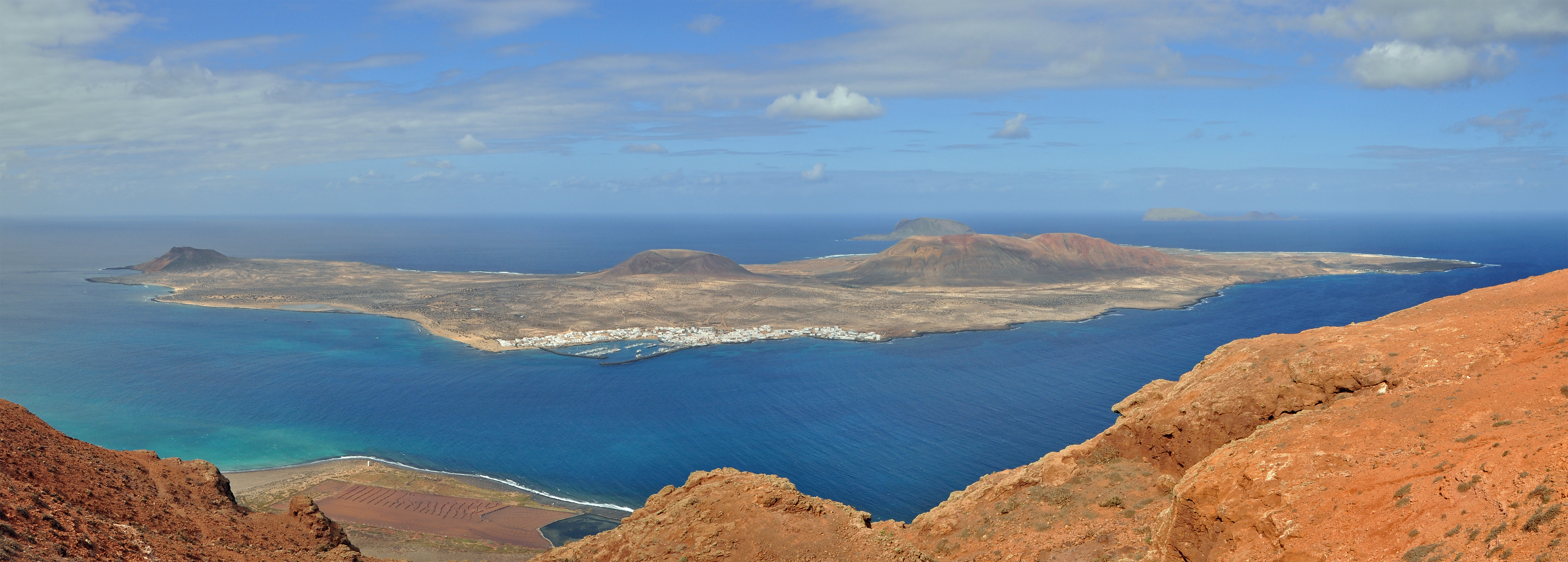
Панорама Грасіоси з Лансароте

Острів є дуже сухим і складається з чагарників і сухого ґрунту. Його довжина становить 8 км, ширина — 4 км. Площа — 27 км². На Грасіосі відсутні природні джерела води; з 2001 року опріснена вода подається по трубах безпосередньо з сусіднього Лансароте.
Острів має кілька розрізнених гір, найвища з яких є Agujas Grandes з висотою до 266 м. Друга за висотою — Agujas Chicas (228 м).